# جين هارون (كاتبة)
جين هارون (بالإنجليزية: Jane Rhiannon Aaron)‏ هي كاتِبة بريطانية، ولدت في 26 سبتمبر 1951 في آبريستويث في المملكة المتحدة.